# Stefan Meyer (Physiker)

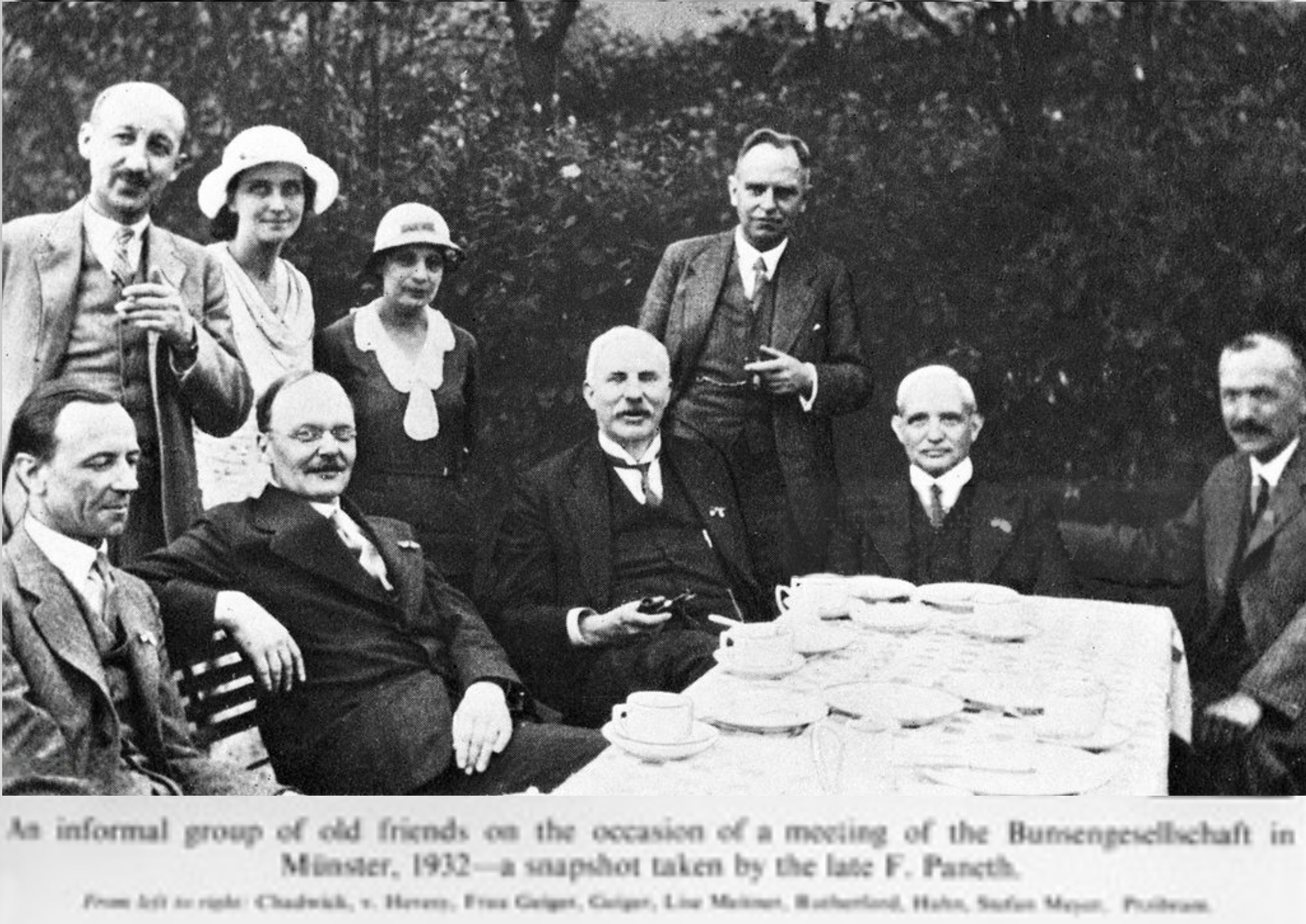
Bunsentagung Münster 1932, Stefan Meyer ist der 2. von rechts

Stefan Meyer (* 27. April 1872 in Wien; † 29. Dezember 1949 in Bad Ischl) war ein österreichischer Physiker und Pionier der Erforschung der Radioaktivität. Er lehrte an der Universität Wien als Professor für Physik, wirkte maßgeblich an Aufbau und Leitung des Wiener Instituts für Radiumforschung sowie bei der internationalen Radium-Standard-Kommission mit.

## Leben
Meyer, Bruder des Chemikers Hans Leopold Meyer (1871–1942), absolvierte das Gymnasium Horn und studierte ab 1892 in Wien Mathematik, Physik und Chemie. 1896 promovierte er zum Dr. phil. und führte anschließend seine Studien in Leipzig und an der Technischen Hochschule Wien fort. 1897 wurde er Assistent bei Ludwig Boltzmann.
Durch einen Kontakt zu dem Braunschweiger Chemiker Friedrich Giesel gelangte er in den Besitz geringer Proben von Radium (Pechblendenrückstände). Mit Hilfe von Messungen und Ergebnissen an diesen Proben erschienen 1899 die ersten Arbeiten des Wiener Physikalischen Instituts zur Untersuchung von Radioaktivität, mit denen er sich 1900 als Privatdozent der Physik an der Universität Wien habilitiert. Stefan Meyer, ein begeisterter Musiker, war in den Jahren 1902 bis 1911 Dozent für Akustik am Konservatorium der Gesellschaft der Musikfreunde.

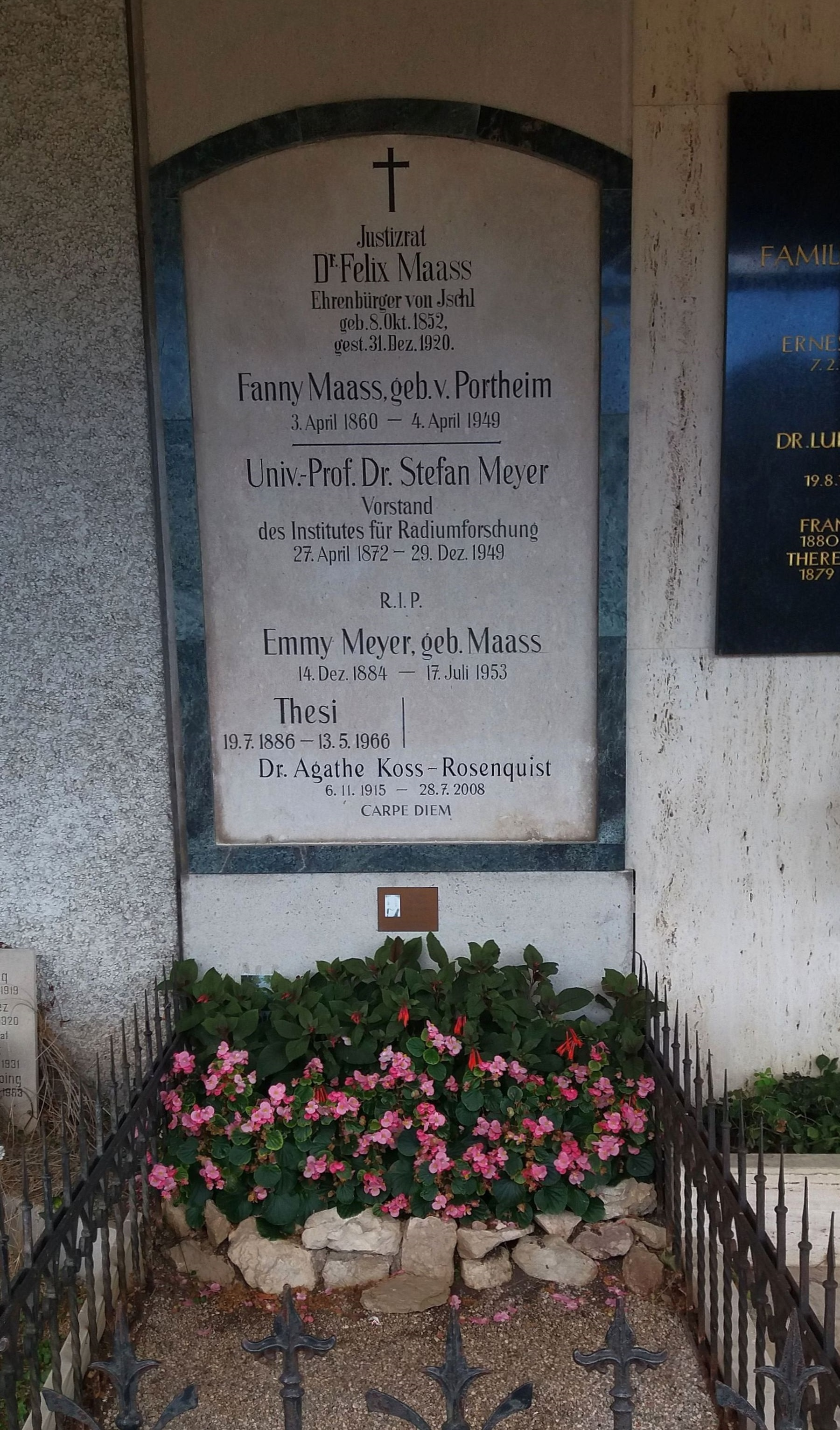
Friedhof Bad Ischl, Grab von Stefan Meyer

Nach dem Tode Ludwig Boltzmanns übernahm er 1906 kurzzeitig die Leitung des Instituts für Theoretische Physik. 1907 wurde er Assistent bei Franz Serafin Exner und erhielt 1908 den Titel eines außerordentlichen Professors an der Universität Wien. 1908–10 war er mit Exner maßgeblich an der Planung des aufgrund einer Stiftung durch den Hofadvokaten Karl Kupelwieser neu zu gründenden Institutes für Radiumforschung der Österreichischen Akademie der Wissenschaften beteiligt, dessen Leitung er 1910 übernahm. 1915 wurde er ordentlicher Professor und 1920 Vorstand des Institutes für Radiumforschung. 1910 wurde er in Brüssel von der konstituierenden Versammlung der internationalen Radium-Standard-Kommission (Präsident Ernest Rutherford) zum Sekretär berufen, die das Ziel hatte, international vergleichbare „Radiumstandards“ für radioaktive Präparate zu schaffen. 1912 gelang seinem Assistent und Schüler Victor Franz Hess die Entdeckung der kosmischen Höhenstrahlung, die 1936 mit dem Nobelpreis ausgezeichnet wurde. 1913 führten George de Hevesy (Nobelpreis 1943) und Friedrich Adolf Paneth am Institut für Radiumforschung erste Experimente zur radioaktiven Tracer Methode durch. 1921 wurde er korrespondierendes Mitglied, 1932 wirkliches Mitglied der Akademie der Wissenschaften in Wien. 1937 wurde er zum Präsidenten der Internationalen Radium-Standard-Kommission ernannt.
1938 wurde Stefan Meyer wegen seiner jüdischen Abstammung zwangsweise pensioniert. Aus der Akademie der Wissenschaften trat er am 24. November 1938 aus, um ihr Schwierigkeiten zu ersparen und einem Ausschluss zuvorzukommen.
Auf Grund seiner guten Beziehungen konnte er die NS-Zeit in Bad Ischl unbehelligt überleben. 1946–47 wirkte er als Honorarprofessor an der Universität Wien und als Vorstand des Instituts für Radiumforschung, bevor er 1947 emeritiert wurde. Am 29. Dezember 1949 verstarb er in Bad Ischl, wo er auf dem dortigen Friedhof begraben wurde.

## Bedeutung
Stefan Meyer war einer der bedeutendsten Wiener Physiker seiner Zeit. Er zählt zu den Pionieren der Erforschung der Radioaktivität; das von ihm geleitete Wiener Institut gehörte zusammen mit den von dem Ehepaar Marie und Pierre Curie und Ernest Rutherford geleiteten Instituten in Paris und Cambridge zu den damals weltweit renommiertesten Forschungszentren über Radioaktivität. Zu Hilfe kam hier der Zugang zu Radium-Quellen aus den Böhmischen Minen in Sankt Joachimsthal, mit denen auch die Institute in Paris und Cambridge versorgt wurden. Zu Meyers wesentlichen Leistungen gehört die Erkenntnis, dass es sich bei der Radiumstrahlung um eine Teilchenstrahlung handelt. Er konnte nachweisen, dass Polonium kein stabiles Element ist, und ihm gelangen erste Schritte zur Altersbestimmung mit Hilfe radioaktiver Elemente. Das Alter der Sonne bestimmte Stefan Meyer 1937 auf etwa 4½ Milliarden Jahre.
Bei den Physik-Nobelpreisverleihungen der Jahre 1901 bis 1929 wurde Meyer nie vorgeschlagen, aber seine eigenen Vorschläge waren sehr erfolgreich: Er schlug 12 Physiker vor, von denen 10 tatsächlich Nobelpreisträger wurden (4 bereits in jenem Jahr, in dem Meyer sie vorschlug). Darin könnte ein zusätzlicher Hinweis auf Meyers gute internationale Vernetzung liegen.

## Ehrung
Das Stefan-Meyer-Institut für Subatomare Physik der Österreichischen Akademie der Wissenschaften (SMI, Boltzmanngasse 3, 1090 Wien) ehrt den Namen des langjährigen Vorstands des Instituts für Radiumforschung. Es entstand 2004 durch Umbenennung des Instituts für Mittelenergiephysik der Österreichischen Akademie der Wissenschaften.

## Schriften (Auswahl)
- Handbuch der Radioaktivität. 1916 (mit E. Schweidler).
- Zur Genesis der chemischen Elemente. 1947.
- Die Vorgeschichte, die Gründung und das 1. Jahrzehnts des Instituts für Radiumforschung. 1950.
- Zur Geschichte der Entdeckung der Natur der Becquerelstrahlen. In: Die Naturwissenschaften. Bd. 36, 1949.